# Архивы Арользена
Архивы Арользена — Центр документации о преследованиях национал-социалистическим режимом (англ. Arolsen Archives – International Center on Nazi Persecution, до 21 мая 2019 года — Международная служба розыска, МСР, International Tracing Service, ITS) – архив в Бад-Арользене, в Германии. Является центром документации о преследованиях национал-социалистическим режимом и освобождённых лицах, выживших в неволе. Из документального фонда, насчитывающего более 30 миллионов документов, пострадавшие от нацистских преследований и их потомки могут получить информацию о нахождении в заключении, на принудительных работах, а также о помощи союзников в послевоенное время. Наряду с этим архив является документальной базой для проведения исследований, которая используется также в образовательных целях. Реализовать эти задачи помогает международное сотрудничество с мемориалами, архивами и исследовательскими институтами.
Архив хранит память о жертвах национал-социалистических преступлений и вносит вклад в культуру памяти. С 2013 года оригиналы документов архива являются частью всемирного документального наследия ЮНЕСКО.
Контроль за работой архива осуществляет Международная комиссия, в состав которой входят представители из одиннадцати государств: Бельгии, Франции, Германии, Греции, Израиля, Италии, Люксембурга, Нидерландов, Польши, США и Соединённого Королевства. Архив финансируется из бюджета Уполномоченных Федерального правительства по культуре и средствам массовой информации (BKM).  
Институциональным партнёром архива с 2013 года является Федеральный архив Германии.

## История

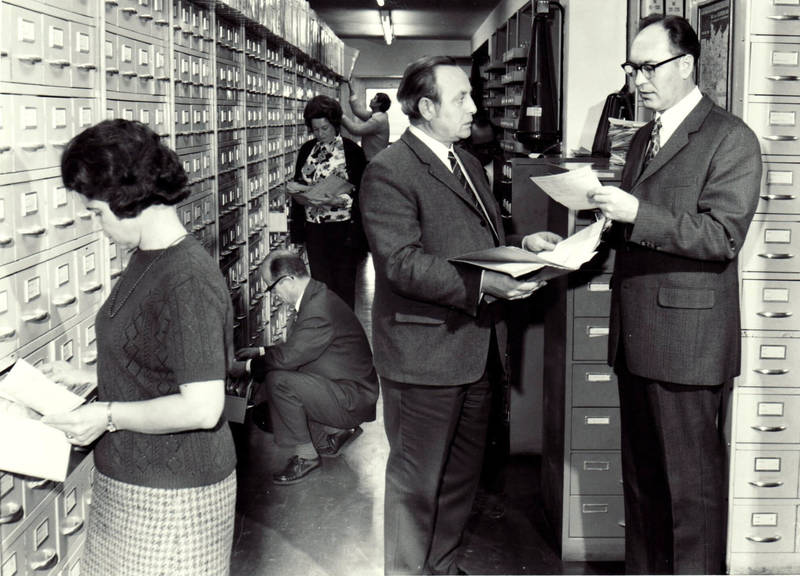
Работа в картотеке архивов Арользена

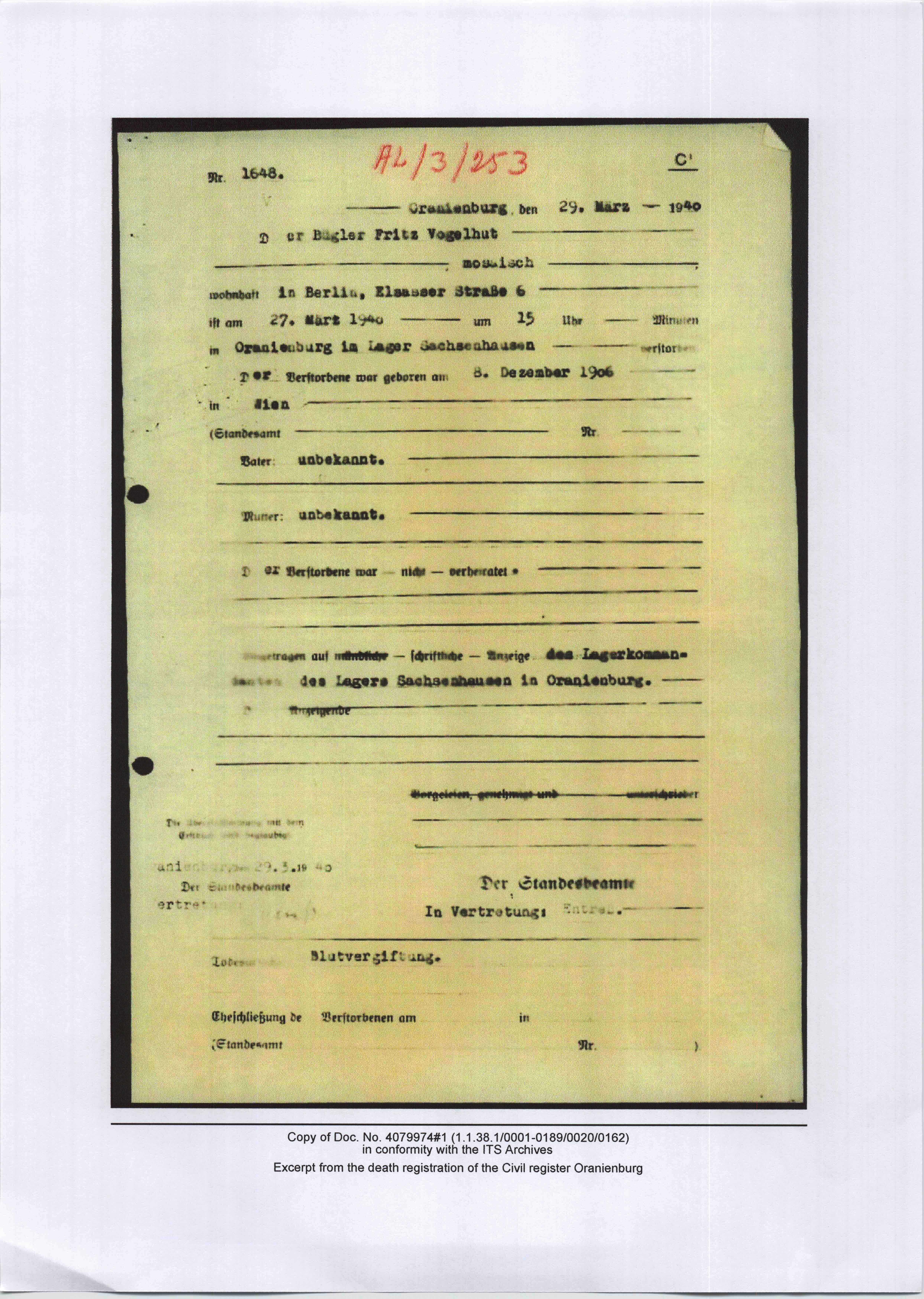
Копия свидетельства о смерти заключенного лагеря Заксенхаузен от 27 марта 1940 года из архивов Арользена

### 1943—1950
Ещё в ходе Второй мировой войны становилось очевидным, что террор нацистов и война приведут к кризисной ситуации с беженцами небывалых масштабов во всей Европе. Союзники в 1943 году начали изучать ситуацию, чтобы получить наиболее точные сведения о жертвах национал-социалистического режима – заключенных, принудительных рабочих и беженцах. Главное командование союзных сил в феврале 1944 года открыло Центральное бюро по розыску, которое вследствие военных событий переместилось из Лондона в Версаль и затем во Франкфурт-на-Майне. После окончания войны руководство Службой розыска взяла на себя Администрация помощи и восстановления Объединённых Наций (ЮНРРА), а в июне 1947 года оно перешло к Международной организации по делам беженцев (IRO), ставшей её преемником. Уже в январе 1946 года местом расположения Службы розыска стал небольшой гессенский город Арользен, так как в географическом плане он находился в центре оккупационных зон в Германии, и его инфраструктура практически не пострадала вследствие войны. Сохранявшееся до 21 мая 2019 года название «Международная служба розыска» (МСР) организация получила 1 января 1948 года.

### 1951—2007
В апреле 1951 года Верховная комиссия союзников по Германии (Allied High Commission for Germany, HICOG) переняла руководство МСР. Уже к этому периоду было ясно, что выдача справок о нахождении в местах принудительного содержания и на принудительных работах, а также свидетельств о смерти, в рамках программы по оказанию социальной помощи и выплате компенсации жертвам национал-социалистического преследования и их родственникам, станет одной из главных задач организации. На тот период ещё не было принято решения, что МСР как организация просуществует длительное время. С отменой оккупационного статуса в 1955 году были намечены пути развития МСР. Служба должна была работать под руководством организации с нейтральным и беспартийным характером и под контролем международной комиссии, финансироваться со стороны Федеративной Республики Германия. По просьбе бывшего федерального канцлера Конрада Аденауэра Международный Комитет Красного Креста (МККК) в Женеве дал согласие возглавить МСР. В целях правового регулирования этих правомочий и мандата Службы розыска 6 июня 1955 года был подписан соответствующий договор между правительствами участвующих стран и заключено соглашение с МККК. В рамках договора, именуемого «Боннские договоры», изначально был определён срок на пять лет с одним последующим продлением на такой же срок, а с 5 мая 1965 года – на неопределённый срок. В сентябре 1990 года Федеративная Республика Германия обязалась в дальнейшем гарантировать работу МСР. В период выплаты компенсации рабочим из Восточной Европы через Фонд «Память, ответственность и будущее» между 2000 и 2007 гг. в МСР поступило около 950 000 запросов.
В 2006 году международная комиссия приняла решение открыть архивы Арользена. 26 июля 2006 года в Берлине было подписано соглашение об открытии архивов Арользена. Заместитель министра иностранных дел Германии Гюнтер Глоссер официально объявил архив открытым. В Боннские соглашения 1955 года были внесены соответствующие поправки.

### 2007 — 21 мая 2019
В результате продолжавшегося длительное время давления со стороны общественности и исследователей Международная комиссия в ноябре 2007 года приняла решение открыть архив МСР для исследования. В 2011 году Международная комиссия подписала два соглашения относительно будущего МСР: Берлинское соглашение и декларацию о партнёрстве с Федеральным архивом как новым институциональным партнёром. Новые договоры вступили в силу с 1 января 2013 года и заменили все предыдущие. Международный комитет Красного Креста к концу 2012 года объявил о своей отставке. Эти процессы определили большие перемены в работе МСР: реорганизацию структуры, профессионализацию архива, прозрачность в деле обработки запросов и рост предложений в области исследования и образования. Главной задачей организации всё ещё остаётся установление судеб преследовавшихся национал-социалистическим режимом и предоставление информаций членам их семей. Но теперь в связи с её потенциалом всё больше на передний план выходят вопросы, связанные с ответственностью МСР за образование, исследование и сохранение памяти. С 2013 года институциональным партнёром МСР является Федеральный архив. Международный альянс в память о Холокосте (IHRA) в 2014 году в Лондоне принял МСР как постоянного международного партнёра.

### С 21 мая 2019
С 21 мая 2019 года организация называется Архивы Арользена — Центр документации о преследованиях национал-социалистическим режимом.

## Деятельность

### Исполнение запросов
Выяснение судеб преследовавшихся национал-социалистическим режимом, розыск родных, а также выдача справок выжившим и членам семей жертв национал-социализма, - эти задачи считаются самыми значимыми в деятельности архива. Даже спустя более 70 лет после окончания Второй мировой войны в архив ежемесячно приходит более 1000 запросов со всего мира. Эти запросы поступают преимущественно от представителей более молодого поколения, разыскивающих сведения о судьбах своих родных. Наряду с конкретными сведениями об этапах преследования и копиями соответствующих документов в справках архива также содержатся информации об исторических предпосылках.
В результате поисковой работы действовавшей до 2019 года Службы розыска ежегодно в 30 случаях происходило воссоединение семей, члены которых в связи с угоном на подневольные работы в период национал-социалистического режима или эмиграцией в послевоенное время никогда не знали друг друга (например, сводные сестры и братья). В этой работе МСР тесно сотрудничала со службами розыска национальных обществ Красного Креста и Красного Полумесяца.
О следующих группах жертв преследования национал-социалистической режимом архив предоставляет справки:
- Люди все национальностей, содержавшиеся в заключении в концентрационных лагерях, гетто, рабочих лагерях и тюрьмах гестапо между 1933 и 1945 гг.
- Люди, угнанные на территорию бывшего рейха и вынужденные выполнять принудительную работу.
- Перемещённые лица, взятые под защиту международными организациями помощи беженцам после освобождения.
- Дети, которым после освобождения было меньше 18 лет, относившиеся к группам преследовавшихся.
- Советские военнопленные и интернированные итальянские военные, а также другие военнопленные, депортированные в концентрационные лагеря и принуждённые к подневольному труду.

При отсутствии сведений в картотеке архивов Арользена запросы передавались в Кёльнский городской центр документации национал-социализма, для дальнейших, более тщательных поисков, вплоть до архивов предприятий.

### Доступ к архивным документам
Уже в 1998 года в архиве начался процесс оцифровки документов, в первую очередь, для упрощения процедуры исполнения запросов и защиты документов, с которыми до этого времени приходилось работать ежедневно. Большая часть архивного фонда уже оцифрована. Благодаря этому архив может предоставить доступ к документам наибольшему числу людей. В Бад-Арользене заинтересованные лица могут проводить поиск в базе данных и изучать оцифрованные документы. Электронные публикации архивных документов находятся в распоряжении семи партнёрских организаций: Государственного архива Бельгии в Брюсселе, Национального архива Франции в Пьеррефит-сюр-Сен, Библиотеки Винера в Лондоне, Яд ва-Шем в Иерусалиме, Центра современной и цифровой истории Люксембургского университета, Института национальной памяти в Варшаве и Мемориального музея Холокоста в Вашингтоне. В 2015 году в архивах Арользена начался процесс по созданию онлайн-архива, который дальнейшее развитие получит в последующие годы.
С момента открытия архива в 2007 году и преобразования Службы розыска в Центр документации о преследованиях национал-социалистическим режимом описание документов в архиве проводится в соответствии с необходимостью исторического исследования и архивного направления.

### Исследования
Архив оказывает помощь в исследованиях, проводит практические семинары и конференции и благодаря реализации проектов по организации передвижных выставок и публикаций демонстрирует исследовательский потенциал. Группа сотрудников архива исполняет запросы научного характера и консультирует исследователей во время их посещения.
Новой задачей в области исследования является сотрудничество с партнёрскими  организациями по анализу информационных фондов цифрового архива Арользена, чтобы исторические события или структуры можно было воспроизвести в соответствии с возможностями цифрового изображения.

### Образование
Архив выступает в качестве партнёра организаций школьного и внешкольного образования, а также мемориалов и инициатив по сохранению памяти. Важным элементом в области образовательных предложений являются практические семинары для педагогов. На основе своей коллекции документов архив разрабатывает и публикует педагогические пособия для образовательной работы.

## Фонды архива

### Документы
Архив представляет собой одну из крупнейших в мире коллекций документов о преследованиях национал-социалистическим режимом. В коллекции насчитывается около 30 миллионов документов периода между 1933 и 1945 гг., а также первого послевоенного времени. Документы обнажают масштабы преступлений, связанных с преследованием и уничтожением в результате национал-социалистического режима, бесчеловечной эксплуатацией за счёт подневольного труда и последствиями угона миллионов людей.
Базу архива составляют изъятые союзниками фонды документов нацистской бюрократии о массовых убийствах, Холокосте и преследовании. Среди них находятся уцелевшие акты многих концентрационных лагерей, тюрем и гетто. Система принудительного труда документируется на основе рабочих книжек, медицинской документации, документов о страховании, регистрационных карт из административных органов, больничных касс и свидетельств от работодателей. В архиве имеются также акты о Лебенсборне, организации Тодта, гестапо и СС.
В составе документации находятся документы с подробностями о розыске пропавших, помощи союзниками перемещённым лицам и их обеспечении после 1945 года. Среди них - медицинская документация о выживших в концентрационных лагерях, документы Службы розыска детей, главные картотеки по регистрации, а также эмиграционные списки. В целях получения наиболее полной информации МСР занималась сбором последующих документов, например, из архивов предприятий о работе подневольных рабочих, а также копий документов из других архивов.
Важный фонд составляют документы, появившиеся в результате поисковой и документационной работы МСР. К ним относится Центральная поимённая картотека, насчитывающая около 50 миллионов каталожных карточек. В них содержится сведений на 17,5 миллионов человек, из них примерно три миллиона составляют запрашиваемые лица, на которых в архив делались запросы. На основании запросов была создана так называемая документация с корреспонденцией, включающая также переписку с выжившими и членами их семей.

### Личные вещи
Под личными вещами следует понимать вещи, изъятые у узников при заключении их в концентрационные лагеря. В архиве находятся на хранении личные вещи около 3200 бывших узников, из них поимённо известны примерно 2700 человек. Эти вещи, как правило, не представляют материальной ценности, но имеют очень большое моральное значение для членов семьи. Нередко они являются последней памятной вещью. Среди личных вещей находятся бумажники, удостоверения личности, фотографии, письма, документы, а также в отдельных случаях предметы бижутерии, портсигары, обручальные кольца, часы или авторучки бывших узников концентрационных лагерей. На хранении находятся в основном личные вещи узников из концентрационных лагерей Нойенгамме (2400) и Дахау (330). Хранятся также личные вещи некоторых узников гестапо города Гамбург, концентрационных лагерей Нацвейлер-Штрутгоф и Берген-Бельзен, а также пересылочных лагерей Амерсфорт и Руалье в Компьене.
Архив ставит своей целью вернуть личные вещи владельцам или их семьям. Это удавалось сделать в некоторых случаях ежегодно. Количество возвращённых вещей возросло, с тех пор как в 2015 года фотографии личных вещей были представлены в онлайн-архиве Арользена и заинтересованные лица со всего мира смогли проводить здесь поиск. Архив подробно информирует на своём веб-сайте о фонде личных вещей.

### Электронные публикации архивных документов
К задачам архива относится предоставление широкому кругу общественности доступа к архивным документам. В 2015 года организация начала постепенно выставлять выборочные фонды в онлайн-архиве. Критерием для опубликования документов на портале прежде всего является степень научной разработанности и архивного описания. Документы могут представлять интерес как для исследования, так и для самих пострадавших, их родных и потомков, а также для изучающих родословную, или, к примеру, для работы в рамках школьных проектов. В первых трёх фондах в 2015 года в электронном виде были представлены снимки хранящихся в архиве личных вещей, раздел документального фонда с документацией Службы розыска детей, а также документы о маршах смерти с геокодированным изображением на карте. На карте обозначены все населённые пункты, по которым имеются документы.